# Puchar Świata w biegach narciarskich 2020/2021
Sezon 2020/2021 Pucharu Świata w biegach narciarskich rozpoczął się 27 listopada 2020 w fińskim ośrodku narciarskim Ruka nieopodal miejscowości Kuusamo, a zakończył 14 marca 2021 roku w szwajcarskiej, górskiej dolinie – Engadynie. Finał Pucharu Świata w Zhangjiakou, który pierwotnie miał zakończyć sezon, został odwołany z powodu pandemii COVID-19. Miała to być jednocześnie próba generalna przed igrzyskami olimpijskimi w 2022.
Obrończynią Pucharu Świata wśród kobiet była Norweżka Therese Johaug, a wśród mężczyzn Rosjanin Aleksandr Bolszunow.
Najważniejszą imprezą sezonu były mistrzostwa świata w Oberstdorfie, w dniach 22 lutego – 7 marca 2021 roku.

## Kalendarz i wyniki

### Kobiety
| Lp.                                                                                         | Miejscowość                                 | Dystans                                     | Data                                        | Szczegóły | 1. miejsce                                                                        | 2. miejsce                                                           | 3. miejsce                                                                          |
| ------------------------------------------------------------------------------------------- | ------------------------------------------- | ------------------------------------------- | ------------------------------------------- | --------- | --------------------------------------------------------------------------------- | -------------------------------------------------------------------- | ----------------------------------------------------------------------------------- |
| Ruka Triple (27 listopada – 29 listopada 2020)                                              |                                             |                                             |                                             |           |                                                                                   |                                                                      |                                                                                     |
|                                                                                             | Ruka                                        | Sprint s. klasycznym                        | 27 listopada 2020                           | szczegóły | Linn Svahn                                                                        | Maja Dahlqvist                                                       | Jonna Sundling                                                                      |
|                                                                                             | Ruka                                        | 10 km s. klasycznym                         | 28 listopada 2020                           | szczegóły | Therese Johaug                                                                    | Frida Karlsson                                                       | Ebba Andersson                                                                      |
|                                                                                             | Ruka                                        | 10 km s. dowolnym (bieg pościgowy)          | 29 listopada 2020                           | szczegóły | Therese Johaug                                                                    | Helene Marie Fossesholm                                              | Rosie Brennan                                                                       |
| 1.                                                                                          | Ruka Triple – klasyfikacja końcowa          | Ruka Triple – klasyfikacja końcowa          | Ruka Triple – klasyfikacja końcowa          | szczegóły | Therese Johaug                                                                    | Tatjana Sorina                                                       | Ebba Andersson                                                                      |
| 2.                                                                                          | Lillehammer                                 | Sprint s. klasycznym                        | 4 grudnia 2020                              | szczegóły | Odwołano                                                                          | Odwołano                                                             | Odwołano                                                                            |
| 3.                                                                                          | Lillehammer                                 | 15 km (bieg łączony)                        | 5 grudnia 2020                              | szczegóły | Odwołano                                                                          | Odwołano                                                             | Odwołano                                                                            |
| 4.                                                                                          | Lillehammer                                 | Sztafeta 4 × 5 km                           | 6 grudnia 2020                              | szczegóły | Odwołano                                                                          | Odwołano                                                             | Odwołano                                                                            |
| 2.                                                                                          | Davos                                       | Sprint s. dowolnym                          | 12 grudnia 2020                             | szczegóły | Rosie Brennan                                                                     | Anamarija Lampič                                                     | Natalja Niepriajewa                                                                 |
| 3.                                                                                          | Davos                                       | 10 km s. dowolnym                           | 13 grudnia 2020                             | szczegóły | Rosie Brennan                                                                     | Julija Stupak                                                        | Hailey Swirbul                                                                      |
| 4.                                                                                          | Drezno                                      | Sprint s. dowolnym                          | 19 grudnia 2020                             | szczegóły | Nadine Fähndrich                                                                  | Sophie Caldwell Hamilton                                             | Anamarija Lampič                                                                    |
| 5.                                                                                          | Drezno                                      | Sprint drużynowy s. dowolnym                | 20 grudnia 2020                             | szczegóły | Szwajcaria I Laurien van der Graaff · Nadine Fähndrich                            | Rosja I Julija Stupak · Natalja Niepriajewa                          | Słowenia I Eva Urevc · Anamarija Lampič                                             |
| Tour de Ski (1–10 stycznia 2021)                                                            |                                             |                                             |                                             |           |                                                                                   |                                                                      |                                                                                     |
|                                                                                             | Val Müstair                                 | Sprint s. dowolnym                          | 1 stycznia 2021                             | szczegóły | Linn Svahn                                                                        | Anamarija Lampič                                                     | Jessica Diggins                                                                     |
|                                                                                             | Val Müstair                                 | 10 km s. klasycznym (start masowy)          | 2 stycznia 2021                             | szczegóły | Linn Svahn                                                                        | Julija Stupak                                                        | Jessica Diggins                                                                     |
|                                                                                             | Val Müstair                                 | 10 km s. dowolnym (bieg pościgowy)          | 3 stycznia 2021                             | szczegóły | Jessica Diggins                                                                   | Rosie Brennan                                                        | Frida Karlsson                                                                      |
|                                                                                             | Toblach                                     | 10 km s. dowolnym                           | 5 stycznia 2021                             | szczegóły | Jessica Diggins                                                                   | Rosie Brennan                                                        | Ebba Andersson                                                                      |
|                                                                                             | Toblach                                     | 10 km s. klasycznym (bieg pościgowy)        | 6 stycznia 2021                             | szczegóły | Julija Stupak                                                                     | Ebba Andersson                                                       | Jessica Diggins                                                                     |
|                                                                                             | Val di Fiemme                               | 10 km s. klasycznym (start masowy)          | 8 stycznia 2021                             | szczegóły | Natalja Niepriajewa                                                               | Katharina Hennig                                                     | Ebba Andersson                                                                      |
|                                                                                             | Val di Fiemme                               | Sprint s. klasycznym                        | 9 stycznia 2021                             | szczegóły | Linn Svahn                                                                        | Maja Dahlqvist                                                       | Emma Ribom                                                                          |
|                                                                                             | Val di Fiemme                               | 10 km s. dowolnym (start masowy)            | 10 stycznia 2021                            | szczegóły | Ebba Andersson                                                                    | Jessica Diggins                                                      | Delphine Claudel                                                                    |
| 6.                                                                                          | Tour de Ski – klasyfikacja końcowa          | Tour de Ski – klasyfikacja końcowa          | Tour de Ski – klasyfikacja końcowa          | szczegóły | Jessica Diggins                                                                   | Julija Stupak                                                        | Ebba Andersson                                                                      |
| 7.                                                                                          | Lahti                                       | 15 km (bieg łączony)                        | 23 stycznia 2021                            | szczegóły | Therese Johaug                                                                    | Helene Marie Fossesholm                                              | Heidi Weng                                                                          |
| 8.                                                                                          | Lahti                                       | Sztafeta 4 × 5 km                           | 24 stycznia 2021                            | szczegóły | Norwegia Tiril Udnes Weng · Therese Johaug · Helene Marie Fossesholm · Heidi Weng | Szwecja Charlotte Kalla · Emma Ribom · Lovisa Modig · Ebba Andersson | Finlandia I Johanna Matintalo · Kerttu Niskanen · Laura Mononen · Krista Pärmäkoski |
| 9.                                                                                          | Falun                                       | 10 km s. dowolnym                           | 29 stycznia 2021                            | szczegóły | Jessica Diggins                                                                   | Therese Johaug                                                       | Ebba Andersson                                                                      |
| 10.                                                                                         | Falun                                       | 10 km s. klasycznym (start masowy)          | 30 stycznia 2021                            | szczegóły | Linn Svahn                                                                        | Julija Stupak                                                        | Therese Johaug                                                                      |
| 11.                                                                                         | Falun                                       | Sprint s. klasycznym                        | 31 stycznia 2021                            | szczegóły | Linn Svahn                                                                        | Anamarija Lampič                                                     | Jonna Sundling                                                                      |
| 12.                                                                                         | Ulricehamn                                  | Sprint s. dowolnym                          | 6 lutego 2021                               | szczegóły | Maja Dahlqvist                                                                    | Johanna Hagström                                                     | Jessica Diggins                                                                     |
| 13.                                                                                         | Ulricehamn                                  | Sprint drużynowy s. dowolnym                | 7 lutego 2021                               | szczegóły | Słowenia Eva Urevc · Anamarija Lampič                                             | Szwecja I Maja Dahlqvist · Linn Svahn                                | Szwajcaria Laurien van der Graaff · Nadine Fähndrich                                |
| 14.                                                                                         | Nové Město na Moravě                        | Sprint s. klasycznym                        | 20 lutego 2021                              | szczegóły | Odwołano                                                                          | Odwołano                                                             | Odwołano                                                                            |
| 15.                                                                                         | Nové Město na Moravě                        | 10 km s. dowolnym                           | 21 lutego 2021                              | szczegóły | Odwołano                                                                          | Odwołano                                                             | Odwołano                                                                            |
| Mistrzostwa Świata w Narciarstwie Klasycznym 2021 w Oberstdorfie (23 lutego – 7 marca 2021) |                                             |                                             |                                             |           |                                                                                   |                                                                      |                                                                                     |
| 16.                                                                                         | Oslo                                        | Sprint s. klasycznym                        | 12 marca 2021                               | szczegóły | Odwołano                                                                          | Odwołano                                                             | Odwołano                                                                            |
| 17.                                                                                         | Oslo                                        | 30 km s. dowolnym                           | 13 marca 2021                               | szczegóły | Odwołano                                                                          | Odwołano                                                             | Odwołano                                                                            |
| 14.                                                                                         | Engadyna                                    | 10 km s. klasycznym (start masowy)          | 13 marca 2021                               | szczegóły | Julija Stupak                                                                     | Heidi Weng                                                           | Ebba Andersson                                                                      |
| 15.                                                                                         | Engadyna                                    | 30 km s. dowolnym (bieg pościgowy)          | 14 marca 2021                               | szczegóły | Heidi Weng                                                                        | Ebba Andersson                                                       | Julija Stupak                                                                       |
| Finał Pucharu Świata (19 – 21 marca 2021)                                                   |                                             |                                             |                                             |           |                                                                                   |                                                                      |                                                                                     |
|                                                                                             | Zhangjiakou                                 | Sprint s. dowolnym                          | 19 marca 2021                               | szczegóły | Odwołano                                                                          | Odwołano                                                             | Odwołano                                                                            |
|                                                                                             | Zhangjiakou                                 | 15 km (bieg łączony)                        | 20 marca 2021                               | szczegóły | Odwołano                                                                          | Odwołano                                                             | Odwołano                                                                            |
|                                                                                             | Zhangjiakou                                 | 10 km s. klasycznym (bieg pościgowy)        | 21 marca 2021                               | szczegóły | Odwołano                                                                          | Odwołano                                                             | Odwołano                                                                            |
| 18.                                                                                         | Finał Pucharu Świata – klasyfikacja końcowa | Finał Pucharu Świata – klasyfikacja końcowa | Finał Pucharu Świata – klasyfikacja końcowa | szczegóły | Odwołano                                                                          | Odwołano                                                             | Odwołano                                                                            |
| Zakończenie Sezonu 2020/2021                                                                |                                             |                                             |                                             |           |                                                                                   |                                                                      |                                                                                     |

### Mężczyźni
| Lp.                                                                                         | Miejscowość                                 | Dystans                                     | Data                                        | Szczegóły                          | 1. miejsce                                                              | 2. miejsce                                                                   | 3. miejsce                                                                           |
| ------------------------------------------------------------------------------------------- | ------------------------------------------- | ------------------------------------------- | ------------------------------------------- | ---------------------------------- | ----------------------------------------------------------------------- | ---------------------------------------------------------------------------- | ------------------------------------------------------------------------------------ |
| Ruka Triple (27 listopada – 29 listopada 2020)                                              |                                             |                                             |                                             |                                    |                                                                         |                                                                              |                                                                                      |
|                                                                                             | Ruka                                        | Sprint s. klasycznym                        | 27 listopada 2020                           | szczegóły                          | Erik Valnes                                                             | Johannes Høsflot Klæbo                                                       | Emil Iversen                                                                         |
|                                                                                             | Ruka                                        | 15 km s. klasycznym                         | 28 listopada 2020                           | szczegóły                          | Johannes Høsflot Klæbo                                                  | Aleksiej Czerwotkin                                                          | Aleksandr Bolszunow                                                                  |
|                                                                                             | Ruka                                        | 15 km s. dowolnym (bieg pościgowy)          | 29 listopada 2020                           | szczegóły                          | Hans Christer Holund                                                    | Andriej Mielniczenko                                                         | Sjur Røthe                                                                           |
| 1.                                                                                          | Ruka Triple – klasyfikacja końcowa          | Ruka Triple – klasyfikacja końcowa          | Ruka Triple – klasyfikacja końcowa          | szczegóły                          | Johannes Høsflot Klæbo                                                  | Aleksandr Bolszunow                                                          | Emil Iversen                                                                         |
| 2.                                                                                          | Lillehammer                                 | Sprint s. klasycznym                        | 4 grudnia 2020                              | szczegóły                          | Odwołano                                                                | Odwołano                                                                     | Odwołano                                                                             |
| 3.                                                                                          | Lillehammer                                 | 30 km (bieg łączony)                        | 5 grudnia 2020                              | szczegóły                          | Odwołano                                                                | Odwołano                                                                     | Odwołano                                                                             |
| 4.                                                                                          | Lillehammer                                 | Sztafeta 4 × 10 km                          | 6 grudnia 2020                              | szczegóły                          | Odwołano                                                                | Odwołano                                                                     | Odwołano                                                                             |
| 2.                                                                                          | Davos                                       | Sprint s. dowolnym                          | 12 grudnia 2020                             | szczegóły                          | Federico Pellegrino                                                     | Aleksandr Bolszunow                                                          | Andrew Young                                                                         |
| 3.                                                                                          | Davos                                       | 15 km s. dowolnym                           | 13 grudnia 2020                             | szczegóły                          | Aleksandr Bolszunow                                                     | Andriej Mielniczenko                                                         | Artiom Malcew                                                                        |
| 4.                                                                                          | Drezno                                      | Sprint s. dowolnym                          | 19 grudnia 2020                             | szczegóły                          | Federico Pellegrino                                                     | Andrew Young                                                                 | Gleb Rietiwych                                                                       |
| 5.                                                                                          | Drezno                                      | Sprint drużynowy s. dowolnym                | 20 grudnia 2020                             | szczegóły                          | Rosja I Aleksandr Bolszunow · Gleb Rietiwych                            | Francja I Richard Jouve · Lucas Chanavat                                     | Włochy I Francesco De Fabiani · Federico Pellegrino                                  |
| Tour de Ski (1 – 10 stycznia 2021)                                                          |                                             |                                             |                                             |                                    |                                                                         |                                                                              |                                                                                      |
|                                                                                             | Val Müstair                                 | Sprint s. dowolnym                          | 1 stycznia 2021                             | szczegóły                          | Federico Pellegrino                                                     | Aleksandr Bolszunow                                                          | Richard Jouve                                                                        |
|                                                                                             | Val Müstair                                 | 15 km s. klasycznym (start masowy)          | 2 stycznia 2021                             | szczegóły                          | Aleksandr Bolszunow                                                     | Dario Cologna                                                                | Iwan Jakimuszkin                                                                     |
|                                                                                             | Val Müstair                                 | 15 km s. dowolnym (bieg pościgowy)          | 3 stycznia 2021                             | szczegóły                          | Aleksandr Bolszunow                                                     | Artiom Malcew                                                                | Maurice Manificat                                                                    |
|                                                                                             | Toblach                                     | 15 km s. dowolnym                           | 5 stycznia 2021                             | szczegóły                          | Aleksandr Bolszunow                                                     | Denis Spicow                                                                 | Iwan Jakimuszkin                                                                     |
|                                                                                             | Toblach                                     | 15 km s. klasycznym (bieg pościgowy)        | 6 stycznia 2021                             | szczegóły                          | Aleksandr Bolszunow                                                     | Iwan Jakimuszkin                                                             | Jewgienij Biełow                                                                     |
|                                                                                             | Val di Fiemme                               | 15 km s. klasycznym (start masowy)          | 8 stycznia 2021                             | szczegóły                          | Aleksandr Bolszunow                                                     | Francesco De Fabiani                                                         | Aleksiej Czerwotkin                                                                  |
|                                                                                             | Val di Fiemme                               | Sprint s. klasycznym                        | 9 stycznia 2021                             | szczegóły                          | Oskar Svensson                                                          | Gleb Rietiwych                                                               | Aleksandr Bolszunow                                                                  |
|                                                                                             | Val di Fiemme                               | 10 km s. dowolnym (start masowy)            | 10 stycznia 2021                            | szczegóły                          | Denis Spicow                                                            | Aleksandr Bolszunow                                                          | Maurice Manificat                                                                    |
| 6.                                                                                          | Tour de Ski – klasyfikacja końcowa          | Tour de Ski – klasyfikacja końcowa          | Tour de Ski – klasyfikacja końcowa          | Tour de Ski – klasyfikacja końcowa | Aleksandr Bolszunow                                                     | Maurice Manificat                                                            | Denis Spicow                                                                         |
| 7.                                                                                          | Lahti                                       | 30 km (bieg łączony)                        | 23 stycznia 2021                            | szczegóły                          | Emil Iversen                                                            | Sjur Røthe                                                                   | Pål Golberg                                                                          |
| 8.                                                                                          | Lahti                                       | Sztafeta 4 × 5 km                           | 24 stycznia 2021                            | szczegóły                          | Norwegia Pål Golberg · Emil Iversen · Sjur Røthe · Simen Hegstad Krüger | Finlandia I Perttu Hyvärinen · Ristomatti Hakola · Iivo Niskanen · Joni Mäki | Rosja II Ilja Siemikow · Iwan Jakimuszkin · Andriej Mielniczenko · Siergiej Ustiugow |
| 9.                                                                                          | Falun                                       | 15 km s. dowolnym                           | 29 stycznia 2021                            | szczegóły                          | Aleksandr Bolszunow                                                     | Simen Hegstad Krüger                                                         | Sjur Røthe                                                                           |
| 10.                                                                                         | Falun                                       | 15 km s. klasycznym (start masowy)          | 30 stycznia 2021                            | szczegóły                          | Aleksandr Bolszunow                                                     | Johannes Høsflot Klæbo                                                       | Pål Golberg                                                                          |
| 11.                                                                                         | Falun                                       | Sprint s. klasycznym                        | 31 stycznia 2021                            | szczegóły                          | Johannes Høsflot Klæbo                                                  | Oskar Svensson                                                               | Håvard Solås Taugbøl                                                                 |
| 12.                                                                                         | Ulricehamn                                  | Sprint s. dowolnym                          | 6 lutego 2021                               | szczegóły                          | Oskar Svensson                                                          | Gleb Rietiwych                                                               | Federico Pellegrino                                                                  |
| 13.                                                                                         | Ulricehamn                                  | Sprint drużynowy s. dowolnym                | 7 lutego 2021                               | szczegóły                          | Włochy I Francesco De Fabiani · Federico Pellegrino                     | Szwajcaria I Jovian Hediger · Roman Furger                                   | Szwecja II Karl-Johan Westberg · Johan Häggström                                     |
| 14.                                                                                         | Nové Město na Moravě                        | Sprint s. klasycznym                        | 20 lutego 2021                              | szczegóły                          | Odwołano                                                                | Odwołano                                                                     | Odwołano                                                                             |
| 15.                                                                                         | Nové Město na Moravě                        | 15 km s. dowolnym                           | 21 lutego 2021                              | szczegóły                          | Odwołano                                                                | Odwołano                                                                     | Odwołano                                                                             |
| Mistrzostwa Świata w Narciarstwie Klasycznym 2021 w Oberstdorfie (23 lutego – 7 marca 2021) |                                             |                                             |                                             |                                    |                                                                         |                                                                              |                                                                                      |
| 16.                                                                                         | Oslo                                        | Sprint s. klasycznym                        | 12 marca 2021                               | szczegóły                          | Odwołano                                                                | Odwołano                                                                     | Odwołano                                                                             |
| 17.                                                                                         | Oslo                                        | 50 km s. dowolnym                           | 14 marca 2021                               | szczegóły                          | Odwołano                                                                | Odwołano                                                                     | Odwołano                                                                             |
| 14.                                                                                         | Engadyna                                    | 15 km s. klasycznym (start masowy)          | 13 marca 2021                               | szczegóły                          | Aleksandr Bolszunow                                                     | Johannes Høsflot Klæbo                                                       | Pål Golberg                                                                          |
| 15.                                                                                         | Engadyna                                    | 50 km s. dowolnym (bieg pościgowy)          | 14 marca 2021                               | szczegóły                          | Simen Hegstad Krüger                                                    | Hans Christer Holund                                                         | Jens Burman                                                                          |
| Finał Pucharu Świata (19 – 21 marca 2021)                                                   |                                             |                                             |                                             |                                    |                                                                         |                                                                              |                                                                                      |
|                                                                                             | Zhangjiakou                                 | Sprint s. dowolnym                          | 19 marca 2021                               | szczegóły                          | Odwołano                                                                | Odwołano                                                                     | Odwołano                                                                             |
|                                                                                             | Zhangjiakou                                 | 30 km (bieg łączony)                        | 20 marca 2021                               | szczegóły                          | Odwołano                                                                | Odwołano                                                                     | Odwołano                                                                             |
|                                                                                             | Zhangjiakou                                 | 15 km s. klasycznym (bieg pościgowy)        | 21 marca 2021                               | szczegóły                          | Odwołano                                                                | Odwołano                                                                     | Odwołano                                                                             |
| 18.                                                                                         | Finał Pucharu Świata – klasyfikacja końcowa | Finał Pucharu Świata – klasyfikacja końcowa | Finał Pucharu Świata – klasyfikacja końcowa | szczegóły                          | Odwołano                                                                | Odwołano                                                                     | Odwołano                                                                             |
| Zakończenie Sezonu 2020/2021                                                                |                                             |                                             |                                             |                                    |                                                                         |                                                                              |                                                                                      |

## Klasyfikacje

### Kobiety
| Lp.  | Zawodniczka         | Punkty |
| ---- | ------------------- | ------ |
| 1.   | Jessica Diggins     | 1347   |
| 2.   | Julija Stupak       | 1079   |
| 3.   | Ebba Andersson      | 1011   |
| 4.   | Rosie Brennan       | 919    |
| 5.   | Tatjana Sorina      | 851    |
| 6.   | Natalja Niepriajewa | 733    |
| 7.   | Linn Svahn          | 688    |
| 8.   | Anamarija Lampič    | 643    |
| 9.   | Therese Johaug      | 611    |
| 10.  | Nadine Fähndrich    | 597    |
| ...  |                     |        |
| 60.  | Izabela Marcisz     | 43     |
| 62.  | Monika Skinder      | 39     |
| 105. | Weronika Kaleta     | 8      |

| Lp. | Zawodniczka             | Punkty |
| --- | ----------------------- | ------ |
| 1.  | Jessica Diggins         | 653    |
| 2.  | Ebba Andersson          | 640    |
| 3.  | Julija Stupak           | 619    |
| 4.  | Rosie Brennan           | 484    |
| 5.  | Therese Johaug          | 410    |
| 6.  | Katharina Hennig        | 406    |
| 7.  | Heidi Weng              | 376    |
| 8.  | Tatjana Sorina          | 364    |
| 9.  | Helene Marie Fossesholm | 359    |
| 10. | Natalja Niepriajewa     | 323    |
| ... |                         |        |
| 51. | Izabela Marcisz         | 23     |

| Lp. | Zawodniczka              | Punkty |
| --- | ------------------------ | ------ |
| 1.  | Anamarija Lampič         | 402    |
| 2.  | Nadine Fähndrich         | 296    |
| 3.  | Linn Svahn               | 275    |
| 4.  | Jessica Diggins          | 262    |
| 5.  | Maja Dahlqvist           | 244    |
| 6.  | Natalja Niepriajewa      | 214    |
| 7.  | Jonna Sundling           | 212    |
| 8.  | Eva Urevc                | 189    |
| 9.  | Rosie Brennan            | 185    |
| 10. | Sophie Caldwell Hamilton | 171    |
| ... |                          |        |
| 36. | Monika Skinder           | 39     |
| 70. | Weronika Kaleta          | 8      |

### Mężczyźni
| Lp.  | Zawodnik               | Punkty |
| ---- | ---------------------- | ------ |
| 1.   | Aleksandr Bolszunow    | 1765   |
| 2.   | Iwan Jakimuszkin       | 800    |
| 3.   | Johannes Høsflot Klæbo | 663    |
| 4.   | Federico Pellegrino    | 614    |
| 5.   | Artiom Malcew          | 604    |
| 6.   | Maurice Manificat      | 597    |
| 7.   | Jewgienij Biełow       | 590    |
| 8.   | Andriej Mielniczenko   | 586    |
| 9.   | Denis Spicow           | 567    |
| 10.  | Oskar Svensson         | 484    |
| ...  |                        |        |
| 118. | Maciej Staręga         | 10     |

| Lp. | Zawodnik               | Punkty |
| --- | ---------------------- | ------ |
| 1.  | Aleksandr Bolszunow    | 921    |
| 2.  | Iwan Jakimuszkin       | 509    |
| 3.  | Simen Hegstad Krüger   | 357    |
| 4.  | Denis Spicow           | 327    |
| 5.  | Jewgienij Biełow       | 321    |
| 6.  | Andriej Mielniczenko   | 319    |
| 7.  | Hans Christer Holund   | 318    |
| 8.  | Johannes Høsflot Klæbo | 317    |
| 9.  | Dario Cologna          | 303    |
| 10. | Artiom Malcew          | 298    |

| Lp. | Zawodnik               | Punkty |
| --- | ---------------------- | ------ |
| 1.  | Federico Pellegrino    | 439    |
| 2.  | Gleb Rietiwych         | 369    |
| 3.  | Aleksandr Bolszunow    | 284    |
| 4.  | Oskar Svensson         | 283    |
| 5.  | Lucas Chanavat         | 219    |
| 6.  | Richard Jouve          | 214    |
| 7.  | Andrew Young           | 157    |
| 8.  | Johannes Høsflot Klæbo | 146    |
| 9.  | Aleksandr Tierientjew  | 140    |
| 10. | Valentin Chauvin       | 132    |
| ... |                        |        |
| 71. | Maciej Staręga         | 10     |

### Puchar Narodów
| Lp. | Państwo           | Punkty |
| --- | ----------------- | ------ |
| 1.  | Rosja             | 7485   |
| 2.  | Norwegia          | 4525   |
| 3.  | Szwecja           | 4432   |
| 4.  | Stany Zjednoczone | 3757   |
| 5.  | Szwajcaria        | 2386   |
| 6.  | Finlandia         | 2317   |
| 7.  | Niemcy            | 2262   |
| 8.  | Francja           | 2233   |
| 9.  | Włochy            | 1956   |
| 10. | Słowenia          | 1160   |
| ... |                   |        |
| 17. | Polska            | 202    |

| Lp. | Państwo           | Punkty |
| --- | ----------------- | ------ |
| 1.  | Szwecja           | 3172   |
| 2.  | Rosja             | 3035   |
| 3.  | Stany Zjednoczone | 3021   |
| 4.  | Norwegia          | 2043   |
| 5.  | Niemcy            | 1270   |
| 6.  | Finlandia         | 1235   |
| 7.  | Słowenia          | 1077   |
| 8.  | Szwajcaria        | 1043   |
| 9.  | Czechy            | 749    |
| 10. | Włochy            | 597    |
| ... |                   |        |
| 16. | Polska            | 144    |

| Lp. | Państwo           | Punkty |
| --- | ----------------- | ------ |
| 1.  | Rosja             | 4450   |
| 2.  | Norwegia          | 2482   |
| 3.  | Francja           | 1976   |
| 4.  | Włochy            | 1359   |
| 5.  | Szwajcaria        | 1343   |
| 6.  | Szwecja           | 1260   |
| 7.  | Finlandia         | 1082   |
| 8.  | Niemcy            | 992    |
| 9.  | Stany Zjednoczone | 736    |
| 10. | Wielka Brytania   | 715    |
| ... |                   |        |
| 20. | Polska            | 58     |

## Wyniki Polaków

### Kobiety
| Zawodniczka         | Ruka 27.11 (SP C) | Ruka 28.11 (10 km C) | Ruka 29.11 (10 km F) | RT | Davos 12.12 (SP F) | Davos 13.12 (10 km F) | Drezno 19.12 (SP F) | Val Müstair 1.01 (SP F) | Val Müstair 2.01 (10 km F) | Val Müstair 3.01 (10 km C) | Toblach 5.01 (10 km F) | Toblach 6.01 (10 km C) | Val di Fiemme 8.01 (10 km C) | Val di Fiemme 9.01 (SP C) | Val di Fiemme 10.01 (10 km F) | TdS | Lahti 23.01 (2×7,5 km) | Falun 30.01 (10 km F) | Falun 30.01 (10 km C) | Falun 31.01 (SP C) | Ulricehamn 6.02 (SP F) | Engadyna 13.03 (10 km C) | Engadyna 14.03 (30 km F) |
| Weronika Kaleta     | 52                | 60                   | 50                   | 55 | 26                 | 39                    | 30                  | 34                      | 57                         | 55                         | 52                     | 48                     | -                            | -                         | -                             | –   | –                      | –                     | –                     | –                  | –                      | –                        | –                        |
| Magdalena Kobielusz | 72                | 68                   | 63                   | 63 | –                  | –                     | 40                  | -                       | -                          | -                          | -                      | -                      | -                            | -                         | -                             | –   | –                      | –                     | –                     | –                  | –                      | –                        | –                        |
| Izabela Marcisz     | -                 | -                    | -                    | –  | 41                 | 35                    | 35                  | 54                      | 29                         | 27                         | 23                     | 27                     | 34                           | 31                        | 26                            | 29  | –                      | –                     | –                     | –                  | –                      | –                        | –                        |
| Monika Skinder      | 16                | 47                   | -                    | –  | 15                 | 42                    | 25                  | 52                      | 58                         | –                          | -                      | -                      | -                            | -                         | -                             | –   | –                      | –                     | –                     | –                  | –                      | –                        | –                        |

### Mężczyźni
| Zawodniczka       | Ruka 27.11 (SP C) | Ruka 28.11 (10 km C) | Ruka 29.11 (10 km F) | RT | Davos 12.12 (SP F) | Davos 13.12 (10 km F) | Drezno 19.12 (SP F) | Val Müstair 1.01 (SP F) | Val Müstair 2.01 (10 km F) | Val Müstair 3.01 (10 km C) | Toblach 5.01 (10 km F) | Toblach 6.01 (10 km C) | Val di Fiemme 8.01 (10 km C) | Val di Fiemme 9.01 (SP C) | Val di Fiemme 10.01 (10 km F) | TdS | Lahti 23.01 (2×7,5 km) | Falun 30.01 (10 km F) | Falun 30.01 (10 km C) | Falun 31.01 (SP C) | Ulricehamn 6.02 (SP F) | Engadyna 13.03 (15 km C) | Engadyna 14.03 (50 km F) |
| Kamil Bury        | 49                | 79                   | -                    | -  | 46                 | 63                    | -                   | 42                      | 63                         | 66                         | 58                     | 58                     | -                            | -                         | -                             | -   | -                      | -                     | -                     | -                  | -                      | –                        | –                        |
| Dominik Bury      | 56                | 51                   | 51                   | 51 | 45                 | 34                    | -                   | 59                      | 53                         | 45                         | 45                     | 52                     | -                            | -                         | -                             | -   | -                      | -                     | -                     | -                  | -                      | 59                       | 54                       |
| Maciej Staręga    | 59                | 72                   | -                    | -  | 28                 | -                     | 42                  | 24                      | 70                         | 70                         | -                      | -                      | -                            | -                         | -                             | -   | -                      | -                     | -                     | -                  | 49                     | –                        | –                        |
| Kacper Antolec    | 70                | 80                   | -                    | -  | -                  | 67                    | -                   | 71                      | 76                         | 71                         | 62                     | 60                     | -                            | -                         | -                             | -   | -                      | -                     | -                     | -                  | -                      | –                        | –                        |
| Mateusz Haratyk   | 79                | 68                   | 67                   | 67 | -                  | 56                    | -                   | 70                      | 71                         | 67                         | 59                     | 59                     | -                            | -                         | -                             | -   | -                      | -                     | -                     | -                  | -                      | –                        | –                        |
| Dawid Damian      | -                 | -                    | -                    | -  | 71                 | 65                    | -                   | -                       | -                          | -                          | -                      | -                      | -                            | -                         | -                             | -   | -                      | -                     | -                     | -                  | -                      | –                        | –                        |
| Piotr Sobiczewski | -                 | -                    | -                    | -  | -                  | -                     | 62                  | -                       | -                          | -                          | -                      | -                      | -                            | -                         | -                             | -   | -                      | -                     | -                     | -                  | -                      | –                        | –                        |
| Sebastian Bryja   | -                 | -                    | -                    | -  | -                  | -                     | 64                  | -                       | -                          | -                          | -                      | -                      | -                            | -                         | -                             | -   | -                      | -                     | -                     | -                  | -                      | –                        | –                        |